# Alexander John
Alexander John (né le 3 mai 1986 à Zeulenroda) est un athlète allemand, spécialiste du 110 m haies.
Son meilleur temps est de 13 s 35 obtenu à Mannheim le 13 juin 2009, réédité en 2012. Il a un record de 13 s 50 sur les haies de 91,4 cm (Sherbrooke, 2003).
Il approche son record personnel de 3/100e à Helsinki le 1er juillet 2012 pour terminer au pied du podium, après avoir été finaliste à Barcelone deux ans plus tôt.